# 한국의 자연환경
한국의 환경은 곧 한반도의 자연환경이다. 일부 환경 조건은 한국 전역에서 상대적으로 균일한 반면, 일부 환경 조건은 지역별로, 특히 한반도의 두 국가인 북한 과 남한 간에 다르다.

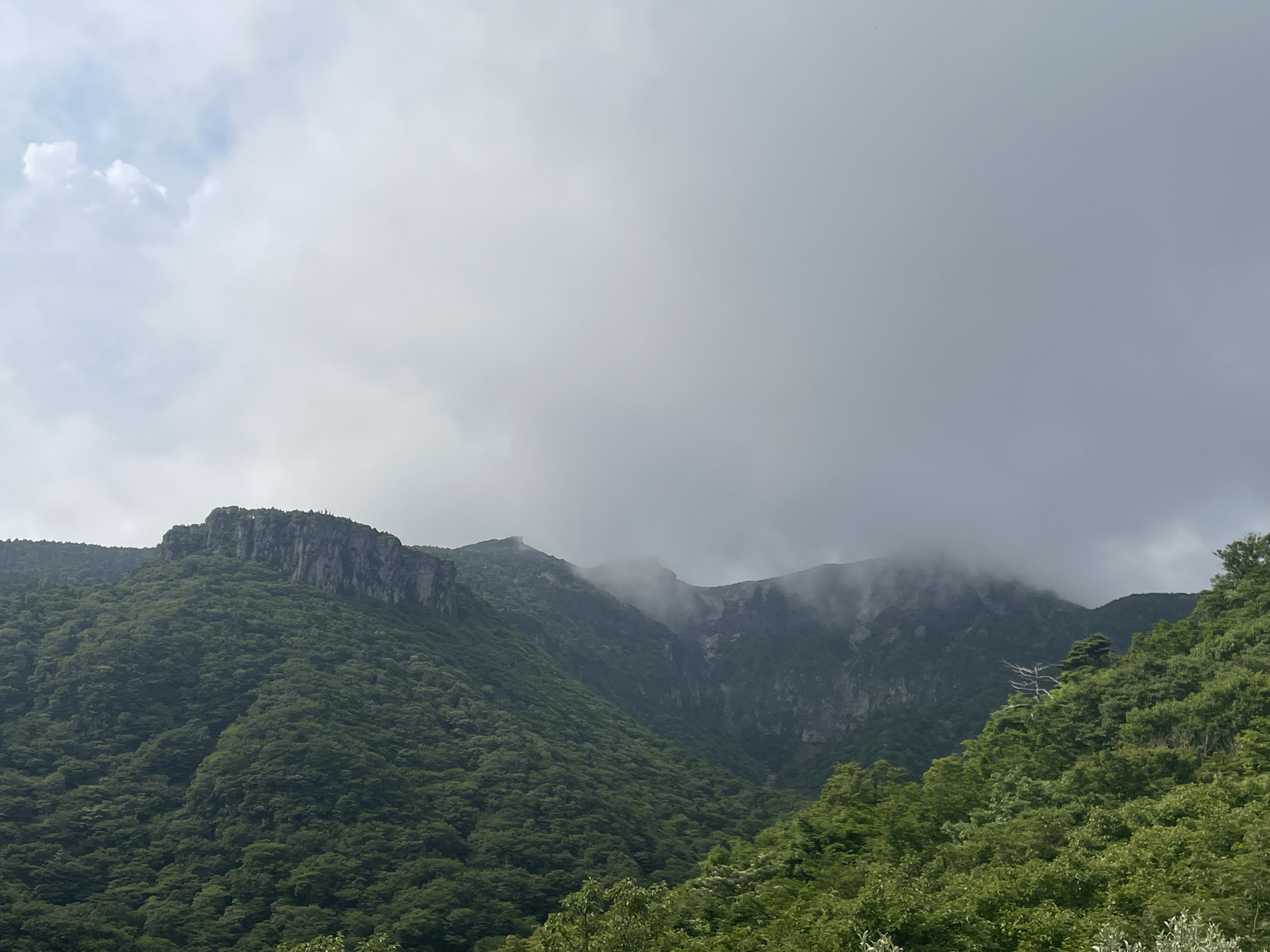
한국의 한라산

## 야생 동물
한국의 야생동물은 구북구에 속한다. 한반도 자생종 또는 고유종 으로는 산토끼, 물사슴, 들쥐, 갈색개구리, 소나무, 가문비나무 등이 있다. 산림과 자연 습지가 있는 비무장지대 (DMZ)는 두루미, 아무르 표범 등 멸종위기종 82종이 서식하는 독특한 생물다양성 지역이다. 전체적으로 DMZ에는 약 70종의 포유류, 300종 이상의 조류, 약 3,000종의 식물이 서식하고 있다.
동시에 한때 한반도에 서식했던 곰, 스라소니, 호랑이, 표범, 표범의 개체수는 현재 매우 드문다. 1910~1945년 일제 강점기 와 이후 한국 전쟁 중, 특히 호랑이의 과도한 사냥으로 인해 현지 야생동물이 약간의 피해를 입었다.

## 지역적 차이

### 북한
북한은 한때 산림이 풍요로웠지만, 한국전쟁으로 인해 수많은 산림이 소실되면서 북한의 환경은 먼저 심각한 타격을 입었다. 1990년대에는 몇 차례의 자연재해가 전국을 휩쓸면서 또 다른 타격을 입었다. 이 문제를 바로잡기 위해 북한 정부는 이후 정기적으로 나무를 심기 시작했다.

### 대한민국
한국의 국화는 무궁화(Hibiscus syriacus) 로, 무궁화의 일종으로 7월부터 10월까지 계속해서 피어난다. 한국에서는 "영원한 꽃"을 의미하는 무궁화 (무궁화)로 알려져 있다. 비공식적인 국가 동물은 호랑이이다. 왜냐하면 반도가 어떻게 보면 호랑이처럼 보이기 때문이다. 비공식 국새는 한국일보가 주관한 여론 조사를 통해 1964년 선정된 까치이다.
2011년에는 제주도가 세계 7대 자연경관 중 하나로 선정되었다.

## 지형과 기후
한반도의 자연환경은 다양한 지형과 기후로 구성되어 있다. 한반도는 산악지대, 평야, 해안선, 강과 호수로 다양한 지형적 특성을 갖추고 있다. 백두산과 금강산 같은 산악 지대와 함께, 다양한 동식물이 서식하는 숲과 농경지, 습지 등이 자연환경을 이루고 있다. 또한, 기후는 북부의 냉대 기후와 남부의 기후가 서로 다르며, 이러한 지리적 다양성으로 인해 다양한 생태계가 존재한다.
야생동물 면에서 한반도는 다양한 종의 동물이 서식하고 있다. 호랑이(요즘에는 한국에서 멸종되어 서식하지 않는다), 늑대, 곰과 같은 대형 포유류부터 사슴, 노루, 여우 등의 중형 포유류, 그리고 다양한 조류와 파충류 등이 서식하고 있다. 특히, 한반도는 특별한 생태계를 갖춘 지역으로서 산수유, 한라봉, 산양 등 유일무이한 식물과 동물들이 서식하는 지역도 있다.
그러나 도시화와 산업화로 인해 자연환경과 야생동물에 대한 생태적인 위협이 커지고 있다. 자연 서식지의 파괴와 오염, 그리고 불법 사냥 등으로 인해 일부 야생동물들의 서식 환경과 생태계가 위협을 받고 있다. 녹지 공간의 감소로 인해 야생동물들의 서식지가 줄어들고 있으며, 이는 생태계의 균형을 위협할 수 있다. 따라서 보전과 지속 가능한 관리가 필요한 중요한 과제 중 하나이다. 현재 정부와 단체들은 이러한 문제에 대한 인식을 높이고 자연 보전을 위한 다양한 프로그램과 정책을 추진하고 있다. 함께 지속 가능한 자연 보전에 주력함으로써 야생동물과 자연환경을 보호하는데 힘쓰고 있다.